# Альбаррасин
Альбарраси́н (исп. Albarracín, араг. Albarrazín) — населённый пункт и муниципалитет в Испании, входит в провинцию Теруэль, в составе автономного сообщества Арагон. Муниципалитет находится в составе района (комарки) Сьерра-де-Альбаррасин. Занимает площадь 456,5 км². Население — 1096 человек (на 2010 год). Расстояние — 38 км до административного центра провинции.

## История
Один из живописнейших городков Испании с хорошо сохранившейся средневековой крепостной стеной, Альбаррасин получил название в честь мавританских правителей из рода Аль-Бану-Рацин. С 1012 по 1104 годы — столица одноимённой тайфы (княжества), а после её распада — центр сеньории Альбаррасин, которой правил наваррский род Асагра.
В XII веке правители из этого рода обратили местное население в христианство и, пользуясь нахождением их владений на стыке границ мусульманской Валенсии, Кастилии и Арагона, сумели сохранить независимое положение до конца XIII века.
В 1284 Альбаррасин был завоёван арагонским королём Педро III, который позволил носить титул сеньора де Альбаррасина могущественному феодалу Хуану Нуньесу из рода Лара, поскольку тот взял в жёны Терезу Альварес де Асагра, наследницу прежних владельцев. В 1300 году сеньория официально вошла в состав земель арагонской короны.
С 1173 года в Альбаррасине находилась кафедра епископов Сегорбе, в 1577 году переименованная в альбаррасинскую. В 1852 г. в связи с сокращением населения города и его значения епископ был переведён в более оживлённый Теруэль.

## Население
| Год  | Численность | Численность   |
| ---- | ----------- | ------------- |
| 2001 | 1037        | [ 2 ]         |
| 2002 | 1028        | [ 3 ]         |
| 2004 | 1025        | [ 4 ]         |
| 2005 | 1054        | [ 5 ]         |
| 2006 | 1076        | [ 6 ]         |
| 2007 | 1075        | [ 7 ]         |
| 2008 | 1110        | [ 8 ]         |
| 2009 | 1097        | [ 9 ]         |
| 2010 | 1096        | [ 10 ]        |
| 2011 | 1096        | [ 11 ]        |
| 2012 | 1102        | [ 12 ]        |
| 2013 | 1093        | [ 13 ]        |
| 2014 | 1059        | [ 14 ]        |
| 2015 | 1049        | [ 15 ]        |
| 2016 | 1054        | [ 16 ]        |
| 2017 | 1044        | [ 17 ]        |
| 2018 | 1016        | [ 18 ] [ 19 ] |
| 2019 | 1025        | [ 20 ]        |
| 2020 | 1006        | [ 21 ]        |
| 2021 | 990         | [ 22 ]        |
| 2022 | 1008        | [ 23 ]        |
| 2023 | 1015        | [ 24 ]        |
| 2024 | 1002        | [ 1 ]         |